# 村岡村 (神奈川県)
村岡村（むらおかむら）は、神奈川県の中央南部、鎌倉郡に属していた村。

## 地理
- 河川:境川、柏尾川

## 歴史
坂東八平氏の祖・平良文（村岡五郎）が居館を構え城址碑が建つ。
- 1889年（明治22年）4月1日 - 町村制施行により、弥勒寺村、小塚村、宮前村、高谷村、渡内村、柄沢村および川名村が合併し村岡村となる。
- 1941年（昭和16年）6月1日 - 藤沢市へ編入される。
現在は、藤沢市の村岡地区が該当する。

## 交通

### 鉄道路線
- 東海道本線（村内に鉄道駅はない）

### 道路
- 鎌倉山之内往還 - 現在の神奈川県道302号小袋谷藤沢線

## その他
- 横須賀軍港水道 - 現在の横須賀市上下水道局半原系統